# Leonard Calvert
Pour les articles homonymes, voir Calvert.
Leonard Calvert (1606 - 9 juin 1647) est un homme politique américain. Il fut le premier gouverneur de la province du Maryland. 

## Biographie
Leonard Calvert est le second fils de George Calvert. 
Leonard Calvert alla en 1634 prendre possession de la province du Maryland au nom de son frère Cecilius Calvert, deuxième baron Baltimore, à la tête d'une troupe de catholiques. Il fut nommé gouverneur de la colonie, le premier, qui bientôt devint florissante. 
Les descendants des Calvert conservèrent le gouvernement du Maryland jusqu'à l'époque de l'indépendance.